# 35346 Ivanoferri
35346 Ivanoferri è un asteroide della fascia principale. Scoperto nel 1997, presenta un'orbita caratterizzata da un semiasse maggiore pari a 3,1887406 UA e da un'eccentricità di 0,0406797, inclinata di 9,98319° rispetto all'eclittica.